# Adrolampis meridionalis
Adrolampis meridionalis är en insektsart som beskrevs av Marius Descamps 1983. Adrolampis meridionalis ingår i släktet Adrolampis och familjen Romaleidae. Inga underarter finns listade i Catalogue of Life.